# Ceratina armata
Ceratina armata är en biart som beskrevs av Smith 1854. Ceratina armata ingår i släktet märgbin, och familjen långtungebin. Inga underarter finns listade i Catalogue of Life.